# The Bet (Brooklyn Nine-Nine)
"The Bet" es el decimotercer episodio de la primera temporada de la serie de comedia de televisión estadounidense Brooklyn Nine-Nine. El episodio fue escrito por la coproductora ejecutiva Laura McCreary y dirigido por Julian Farino. Se emitió en Fox en los Estados Unidos el 14 de enero de 2014. Fue el duodécimo episodio en ser producido pero el decimotercero en ser transmitido.

## Trama
Charles Boyle (Joe Lo Truglio) recibe la Medalla al Valor en una ceremonia. Sin embargo, su momento se ve ensombrecido por otro destinatario de la medalla, un caballo llamado Sargento Mantequilla de maní, quien luego defeca en el escenario. Durante una sesión de fotos, Boyle se cae del escenario y es tratado con medicamentos. Sin embargo, la medicación hace que Boyle comience a revelar la verdad a cualquier persona con la que hable.
La competencia de Jake Peralta (Andy Samberg) y Amy Santiago (Melissa Fumero) por la mayoría de los criminales resueltos pronto terminará, y ambos están empatados en puntaje. Con un minuto para el final, Santiago atrapa a un criminal, pero Peralta revela que acaba de llevar a cabo una redada y arrestó a 30 hombres, ganando efectivamente la apuesta. Luego, Peralta se lleva a Santiago en la "peor cita de la historia"; para esto, Peralta toma todas las decisiones por Santiago hasta la medianoche. Van a un bar donde ha ido la comisaría para celebrar el premio de Boyle. Sin embargo, Raymond Holt (Andre Braugher) le revela accidentalmente a Sharon Jeffords (Merrin Dungey) que su esposo Terry (Terry Crews) ha regresado a la fuerza después de salvarle la vida, provocando que ella se marche.
La cita de Jake y Amy se interrumpe cuando Holt recibe un aviso de vigilancia, lo que obliga a Peralta a llevar a Santiago con él. Durante el replanteo, Peralta y Santiago se unen, y Peralta rechaza la oferta de Holt de obtener reemplazos. Haciéndose pasar por pareja, logran atrapar a un delincuente. Mientras tanto, Rosa Díaz (Stephanie Beatriz) evade a Boyle porque teme que él le revele sus sentimientos. Sin embargo, revela que no sabía que ella era la que estaba salvando, ya que había actuado por instinto. 

## Recepción

### Espectadores
En su transmisión estadounidense original, "The Bet" fue visto por aproximadamente 3,53 millones de espectadores domésticos y obtuvo una participación de audiencia de 1,4 / 4 entre adultos de 18 a 49 años, según Nielsen Media Research. Este fue un ligero aumento en la audiencia con respecto al episodio anterior, que fue visto por 3,44 millones de espectadores con un 1,5 / 4 en la demografía de 18 a 49 años. Esto significa que el 1,4 por ciento de todos los hogares con televisión vieron el episodio, mientras que el 4 por ciento de todos los hogares que estaban viendo televisión en ese momento lo vieron. 

### Crítica
"The Bet" recibió críticas en su mayoría positivas de los críticos. Roth Cornet de IGN le dio al episodio un "excelente" 8.5 sobre 10 y escribió: "Brooklyn Nine-Nine ofrece otro gran episodio después de su gran victoria en el Globo de Oro, ya que Peralta debe lidiar con los sentimientos de los adultos".
Molly Eichel de The A.V. Club le dio al episodio una calificación de "A-" y escribió: "Tienes que pensar (o al menos esperar) que" The Bet "atraerá a algunos nuevos pares de ojos intrigados por la dominación inesperada de los Globos de Oro. Así que , es bueno que Brooklyn Nine-Nine regresara con un episodio que fue tanto dulce como divertido, combinando algunos de los mejores aspectos del programa en una sola entrada ". 
Alan Sepinwall de HitFix escribió: "Más allá de eso, 'The Bet' fue otro episodio fuerte para todo el conjunto. Boyle siendo eclipsado por el sargento. Peanut Butter fue tal vez demasiado similar a L'il Sebastian, pero su ataque de franqueza de los analgésicos llevó a muchos momentos divertidos, además de una reacción de asombro absolutamente perfecta de Stephanie Beatriz después de que Charles le contó a Rosa su plan para ganarse su corazón siendo él mismo. Holt metiendo a Terry en problemas se sintió un poco formulado, pero también es bueno ver algo en lo que Holt no es bueno y que Merrin Dungey (¡Francie!) se una al grupo más grande como la esposa de Terry, Sharon ".